# Стадион Драган Џајић
Стадион „Драган Џајић” је фудбалски стадион на Убу на којем игра ФК Јединство. Стадион има капацитет 4.000 места. Носи назив по бившем фудбалеру Драгану Џајићу. Две трибине назване су Душан Савић и Радосав Петровић. Један од најзаслужнијих за реновирање стадиона је Немања Матић. Сви они су рођени на Убу и фудбал су почели да играју у Јединству.

## Опште информације
Стадион је саграђен 1976. године. Поседује две трибине које носе назив по бившим фудбалерима Црвене звезде и Партизана, Душану Савићу и Радосаву Петровићу. Западна трибина стадиона је покривена и поседује столице, док источна нема столице и није покривена. Капацитет стадиона је 4.000 места.
Стадион је 2017. године реконструисан и добио је назив Драган Џајић, по бишем репрезентативцу Југославије и Црвене звезде који је прве фудбалске кораке направио у Јединству. Један од најзаслужнијих за реновирање стадиона, био је српски репрезентативац и Убљанин, Немања Матић.